# 音羽和紀
音羽 和紀（おとわ かずのり、1947年10月21日 - ）は洋食料理家。栃木県宇都宮市出身。
大学卒業後、1970年渡欧。1973年、ジャック・ラコンブ氏の「リヨンドール」( 約1年)、リヨン「アラン･シャペル」（3年）、ミシェル・ゲラール氏の「レ・プレ・ドゥジェニー」（約1年）を経て帰国。「中村屋」（3年間）を経て、81年に栃木県宇都宮市にレストラン「オーベルジュ」を開店。
「オトワ レストラン」（2007年開店）やレストラン・バー、デリカショップなどを経営。
また、親と子の料理教室や地元の小学校で料理を教えるなど「子供達の食」をテーマにした活動や、地場の産物を使った料理の開発、県の農政委員を務めるなど、地域の食環境のためにも活動。「農林水産省料理人顕彰制度」（通称：料理マスターズ）初代ゴールド賞受賞。

## 経歴
- 1970年 大学卒業後、渡欧。
- 1970年-1971年 「レストラン　シュロス」（ドイツ：キール）にて修行。
- 1972年-1973年 エクセシオールホテルの「エルンスト」（ドイツ：ケルン）で修業。
- 1973年-1974年 「オーベルジュ ドゥ リオン ドール」（スイス：ジュネーヴ）
- 1976年 シュプリングリー (Sprüngli)（スイス：チューリッヒの老舗洋菓子店）
- 1974年-1977年 厨房のダ・ヴィンチと呼ばれた故アラン・シャペル氏に日本人としては初めて師事。（フランス：ミオネ）
- 1977年 ミシェル・ゲラールの「レ・プレ・ドゥジェニー」（（フランス：ユージィニー・レ・バン）
- 1978年 株式会社 中村屋（東京都新宿区）に勤務。
- 1981年 レストラン「オーベルジュ」を栃木県宇都宮に開店・独立。
- 1985年 多国籍料理レストラン　「セ・ラ・ヴィ」を栃木県宇都宮市に開店。
- 2002年 レストラン「リス・ブラン」を栃木県益子町、益子県立自然公園・フォレスト益子内に開店。※2011年5月閉店
- 2010年 農林水産省「料理マスターズ」ブロンズ賞
- 2013年 宇都宮市に「シテ・オーベルジュ」開店。
- 2014年 「オトワレストラン」がルレ・エ・シャトーに加盟。
- 2015年 フランス農事功労章シュヴァリエ受章、栃木県文化功労者表彰
- 2016年 農林水産省「料理マスターズ」シルバー賞
- 2018年 ルレ・エ・シャトー「シェフ トロフィー2019」
- 2021年 ゴ・エ・ミヨ トランスミッション賞受賞
- 2021年 農林水産省「料理マスターズ」ゴールド賞
- 2021年 厚生労働省 卓越した技能者（現代の名工）表彰
- 2024年 黄綬褒章受章[1]

## 店舗
- オトワレストラン（栃木県宇都宮市）
- 多国籍料理レストラン「セ・ラ・ヴィ」（栃木県宇都宮市）（閉店）
- 「シテ・オーベルジュ」（栃木県宇都宮市）（閉店）
- 「デリカショップ・オーベルジュ」（栃木県宇都宮市）

## 関連施設
- 農村レストラン「花農場あわの」（栃木県鹿沼市）

　栃木県地域興しマイスターであった音羽に農業が稼業という8人の女性が紹介され、経営・料理指導を行う。1999年開業。
その後も継続した支援を行っている。

## 著書
- 「なんでもサラダ」（1996年 柴田書店）
- 「シェフのシンプル・ハーブ料理」（1998年 柴田書店）
- 「なんでもスープ」（1998年 柴田書店）
- 「名シェフが教えるおいしい野菜料理-親と子のための料理とレシピ 旭屋出版mook」（1999年 旭屋出版）
- 「チキンとたまごのシンプルディッシュ」（2001年 柴田書店）
- 「魚介をたのしむシンプルディッシュ」（2001年 柴田書店）
- 「野菜がおいしいシンプルディッシュ」（2002年 柴田書店）
- 「子どもに作ってあげたい料理」（2002年 柴田書店）※ 野崎 洋光、三国 清三との共著
- 「ぼくは食の外交官 - 地方都市に根づくフレンチシェフの挑戦」（2002年 旭屋出版）
- 「地元素材を生かす新フランス料理-French Otwa's style」（2004年 柴田書店）
- 「なんでもオードヴル」（2005年 柴田書店）
- 「野菜たくさん肉ちょっと - 音羽和紀シェフのシンプルレシピ 別冊家庭画報」（2007年 世界文化社）
- 「いちばんやさしい フランス料理」（2008年 成美堂出版）
- 「野菜でオードヴル - ＋野菜のスープ＋デザート」（2010年 柴田書店）
- 「サラダ好きのシェフが考えたサラダ好きのための１３１のサラダ」（2012年 柴田書店）
- 「使える豚肉レシピ - 薄切り肉も、厚切り肉も、塊肉、挽き肉もおまかせ。和・洋・中１００品 」（2012年 ）※ 笠原 将弘、小林 武志との共著。
- 「なんでもデザート - カフェや小さなレストランにちょうどいいアイデアデザート＋おうちデザート２３３品」（2014年 柴田書店）
- 「シェフがおしえるとっておきマリネ」（2014年 学研パブリッシング）
- 「シェフに教えてもらった シンプルですてきなおもてなしフレンチ  」（2015年 柴田書店）
- 「サラダ好きのシェフが考えた サラダ好きに贈る 137のとっておきサラダ」（2018年 柴田書店）
- 「この地でフランス料理をつくり続けていく: 故郷に愛され、発信するフランス料理店。素材・人・料理」（2019年 柴田書店）

## 翻訳
- アラン・シャペル『新フランス料理　アラン・シャペルの味　料理　ルセットを超えるもの』（柴田書店、1982年/復刊ドットコム、2016年）

## 関連文献
- 高久多美男『魂の伝承－アラン・シャペルの弟子たち』（フーガブックス、2003年）

## TV出演
- キッチンが走る!（2012年12月　NHK　フランス料理：静岡・三島）
- 「とちぎの恵みでなんでもフレンチ〜音羽シェフと巡る食の旅〜」（2011年- とちぎテレビ）
- きょうの料理 つくろう！にっぽんの味47（2019年1月　NHK）